# Красилівський заказник
Краси́лівський зака́зник — лісовий заказник місцевого значення в Україні. Об'єкт природно-заповідного фонду Хмельницької області. 
Розташований у межах Щиборівської сільської громади Хмельницького району Хмельницької області, на схід від міста Красилів. 
Площа 85 га. Статус надано згідно з рішенням Хмельницького облвиконкому від 26.10.1990 року № 194. Перебуває у віданні ДП «Старокостянтинівський лісгосп» (Красилівське л-во, селекційно-насіневий комплекс). 
Статус надано для збереження частини лісового масиву з цінними насадженнями. 
У заказнику знаходиться лісонасіннєва плантація модрини площею 24 га, яку створив лісничий Красилівського лісництвава, кандидат сільськогосподарських наук О.І. Чорногор для забезпечення лісгоспів високоякісним селекційним посадковим матеріалом. Урожайність цієї плантації - 50 кг насіння модрини на рік.